# (6199) Yoshiokayayoi
(6199) Yoshiokayayoi est un astéroïde de la ceinture principale, nommé en l'honneur de la médecin japonaise Yoshioka Yayoi.

## Description
(6199) Yoshiokayayoi est un astéroïde de la ceinture principale. Il fut découvert le 26 janvier 1992 à Dynic par Atsushi Sugie. Il présente une orbite caractérisée par un demi-grand axe de 2,59 UA, une excentricité de 0,12 et une inclinaison de 12,1° par rapport à l'écliptique.

## Compléments